# Klubowy Puchar Europy kobiet w szachach (2013)
2013 – osiemnasty sezon Klubowego Pucharu Europy kobiet w szachach. Rozgrywki odbyły się w Rodos w dniach 20–26 października 2013 roku. Tytuł obronił monakijski CE Monte-Carlo.

## Format rozgrywek
Turniej odbywał się systemem szwajcarskim na dystansie siedmiu rund. W przypadku identycznej liczby punktów decydował system Sonneborna-Bergera, a przy dalszej równości – łączna liczba punktów uzyskanych przez zawodniczki.

## Uczestnicy
W nawiasie podano średni ranking Elo. Źródło: OlimpBase
- Mika Erywań (2463)
- ASVÖ Pamhagen (2011)
- Rudar Prijedor (2067)
- MRU Wilno Fortas (2171)
- CE Monte-Carlo (2576)
- Jugra Chanty-Mansyjsk (2436)
- SzSM Nasze Nasledije Moskwa (2463)
- Politehnica-Antibiotice Iaşi (2451)
- BAS Belgrad (2349)
- Jelica PEP Goračići (2329)
- CS R. Fischer Chieti (2159)

## Rozgrywki

### Runda 1
Źródło: OlimpBase
20 października 2013
| CE Monte-Carlo – BAS Belgrad 4:0                         |
| Jelica PEP Goračići – SzSM Nasze Nasledije Moskwa 2:2    |
| Mika Erywań – MRU Wilno Fortas 3:1                       |
| CS R. Fischer Chieti – Politehnica-Antibiotice Iaşi ½:3½ |
| Jugra Chanty-Mansyjsk – Rudar Prijedor 4:0               |
| ASVÖ Pamhagen pauza                                      |

### Runda 2
Źródło: OlimpBase
21 października 2013
| Mika Erywań – CE Monte-Carlo 1½:2½                         |
| Politehnica-Antibiotice Iaşi – Jugra Chanty-Mansyjsk 1½:2½ |
| ASVÖ Pamhagen – Jelica PEP Goračići ½:½                    |
| SzSM Nasze Nasledije Moskwa – CS R. Fischer Chieti 4:0     |
| MRU Wilno Fortas – BAS Belgrad 1½:2½                       |
| Rudar Prijedor pauza                                       |

### Runda 3
Źródło: OlimpBase
22 października 2013
| CE Monte-Carlo – Jugra Chanty-Mansyjsk 4:0        |
| BAS Belgrad – SzSM Nasze Nasledije Moskwa ½:3½    |
| Jelica PEP Goračići – Mika Erywań 1½:2½           |
| Rudar Prijedor – Politehnica-Antibiotice Iaşi 0:4 |
| MRU Wilno Fortas – ASVÖ Pamhagen 3½:½             |
| CS R. Fischer Chieti pauza                        |

### Runda 4
Źródło: OlimpBase
23 października 2013
| SzSM Nasze Nasledije Moskwa – CE Monte-Carlo 1½:2½      |
| Jugra Chanty-Mansyjsk – Mika Erywań 3:1                 |
| Politehnica-Antibiotice Iaşi – Jelica PEP Goračići 3½:½ |
| CS R. Fischer Chieti – MRU Wilno Fortas 1:3             |
| ASVÖ Pamhagen – Rudar Prijedor ½:3½                     |
| BAS Belgrad pauza                                       |

### Runda 5
Źródło: OlimpBase
24 października 2013
| CE Monte-Carlo – Politehnica-Antibiotice Iaşi 2½:1½     |
| Jugra Chanty-Mansyjsk – SzSM Nasze Nasledije Moskwa 2:2 |
| Mika Erywań – BAS Belgrad 2½:1½                         |
| Rudar Prijedor – MRU Wilno Fortas 1:3                   |
| ASVÖ Pamhagen – CS R. Fischer Chieti ½:3½               |
| Jelica PEP Goračići pauza                               |

### Runda 6
Źródło: OlimpBase
25 października 2013
| MRU Wilno Fortas – CE Monte-Carlo 0:4                          |
| Jelica PEP Goračići – Jugra Chanty-Mansyjsk 1½:2½              |
| Politehnica-Antibiotice Iaşi – SzSM Nasze Nasledije Moskwa 2:2 |
| CS R. Fischer Chieti – Rudar Prijedor 3½:½                     |
| BAS Belgrad – ASVÖ Pamhagen 3½:½                               |
| Mika Erywań pauza                                              |

### Runda 7
Źródło: OlimpBase
26 października 2013
| CE Monte-Carlo – CS R. Fischer Chieti 4:0       |
| BAS Belgrad – Jugra Chanty-Mansyjsk 2:2         |
| Politehnica-Antibiotice Iaşi – Mika Erywań 1:3  |
| SzSM Nasze Nasledije Moskwa – ASVÖ Pamhagen 4:0 |
| Rudar Prijedor – Jelica PEP Goračići ½:3½       |
| MRU Wilno Fortas pauza                          |

## Klasyfikacja
Źródło: OlimpBase
| Msc | Zespół                       | M | W | R | P | Pkt |
| --- | ---------------------------- | - | - | - | - | --- |
| 1   | CE Monte-Carlo               | 7 | 7 | 0 | 0 | 14  |
| 2   | Jugra Chanty-Mansyjsk        | 7 | 4 | 2 | 1 | 10  |
| 3   | SzSM Nasze Nasledije Moskwa  | 7 | 3 | 3 | 1 | 9   |
| 4   | Mika Erywań                  | 6 | 4 | 0 | 2 | 9   |
| 5   | Politehnica-Antibiotice Iaşi | 7 | 3 | 1 | 3 | 7   |
| 6   | MRU Wilno Fortas             | 6 | 3 | 0 | 3 | 7   |
| 7   | Jelica PEP Goračići          | 6 | 2 | 1 | 3 | 6   |
| 8   | BAS Belgrad                  | 6 | 2 | 1 | 3 | 6   |
| 9   | CS R. Fischer Chieti         | 6 | 2 | 0 | 4 | 5   |
| 10  | Rudar Prijedor               | 6 | 1 | 0 | 5 | 3   |
| 11  | ASVÖ Pamhagen                | 6 | 0 | 0 | 6 | 1   |